# The Rack (film 1915)
The Rack è un film muto del 1915 diretto da Émile Chautard.

## Trama
Jack Freeman, marito costituzionalmente infedele, si mette a corteggiare la civettuola Effie McKenzie, rovinando così definitivamente i rapporti con sua moglie Louise. Blanche Gordon, un'amica di Louise, si mette in testa di ricomporre quel matrimonio e incontra più volte Jack per convincerlo ad abbandonare i suoi comportamenti superficiali e diventare un buon marito. Ma Tom Gordon, il marito di Blanche, crede invece che l'interesse della moglie per Jack nasconda una relazione adulterina e chiede la separazione.
Jack viene trovato morto e la polizia pensa che l'assassino sia proprio Tom che viene arrestato e accusato dell'omicidio. Nel corso del processo, Blanche cerca di prendersi lei la colpa del delitto, dimostrando in questo modo al marito di amarlo. Lui, allora, decide di confessarsi autore dell'omicidio per salvare la moglie. Ma prima che possa farlo, arriva la confessione di McKenzie, il marito di Effie, il vero assassino che finalmente ammette la sua colpa.

## Produzione
Il film fu prodotto dalla William A. Brady Picture Plays.

## Distribuzione
Distribuito dalla World Film, il film uscì nelle sale USA il 27 dicembre 1915.